# Linjeföring
Linjeföring innefattar en vägs dragning såväl i vertikal led (vertikalkurvatur, backighet, gradient ) som i horisontell led (horisontalkurvatur, kurvradier). Även vägens tvärfall räknas till linjeföring. Likaså tillhör snedlutning, vektorn av längsgående gradient och tvärfall, vägens linjeföring. Trafikverket mäter vägars linjeföring med profilograf-mätbilar.